# Let There Be Rock
Let There Be Rock är ett musikalbum av gruppen AC/DC utgivet 1977. Albumet var bandets tredje internationellt släppta studioalbum och det fjärde som släpptes i Australien. Alla låtar skrevs av Angus Young, Malcolm Young och Bon Scott. Albumet släpptes ursprungligen den 21 mars 1977 i Australien på Albert Productions. En modifierad internationell version släpptes den 25 juli 1977 på Atlantic Records. I Sverige släpptes albumet den 15 juli 1977 på svenska Metronome.
Albumet var bandets sista med Mark Evans på elbas. Titellåten Let There Be Rock inspirerades av Chuck Berrys låt Roll Over Beethoven och är en fiktiv skildring av rockens födelse.
De olika versionerna av albumet har olika skivkonvolut. Den australiensiska versionen föreställer en gitarrhals. På den internationella versionen syns samtliga bandmedlemmar (1977): Malcolm Young längst till vänster, Phil Rudd i mitten och Mark Evans till höger. Bon Scott och Angus Young står längst fram.

## Produktion och inspelning
Albumet producerades av Henry Vanda och George Young. Skivan spelades in i januari - februari 1977 på Albert Studios i Sydney.
Bandet hade under sin turné i Australien vintern 1976 fått höra att amerikanska Atlantic Records inte tyckte om bandets tidigare album Dirty Deeds Done Dirt Cheap. Bolagets A&R-avdelning tyckte inte att AC/DC:s råa hårdrock passade med den mjukare rock som spelades på amerikansk radio. Detta upprörde bandet som beslöt sig för att spela in ett nytt album och visa Atlantic vad de gick för. Produktionen av Let There Be Rock tog två veckor.
Under inspelningen av albumets sista låt, Whole Lotta Rosie, ska Angus Youngs gitarrförstärkare ha börjat kortslutas så att rök började spridas i studion. George Young ska då ha sagt åt honom att fortsätta spela och förstärkaren höll låten ut.

## Låtlista

### Internationellt
Alla låtar är skrivna och komponerade av Bon Scott, Angus Young och Malcolm Young. 
| Nr           | Titel                        | Längd |
| ------------ | ---------------------------- | ----- |
| 1.           | Go Down                      | 5:31  |
| 2.           | Dog Eat Dog                  | 3:34  |
| 3.           | Let There Be Rock            | 6:06  |
| 4.           | Bad Boy Boogie               | 4:27  |
| 5.           | Problem Child                | 5:24  |
| 6.           | Overdose                     | 6:09  |
| 7.           | Hell Ain't a Bad Place to Be | 4:14  |
| 8.           | Whole Lotta Rosie            | 5:33  |
| Total längd: | Total längd:                 | 40:58 |

- De flesta CD-versionerna använder denna version tillsammans med en längre version av "Go Down"[1].
- Spår 5, "Problem Child", släpptes ursprungligen 1976 på Dirty Deeds Done Dirt Cheap. Det här är en kortare version som saknar sista reprisen.
- På den ursprungliga vinylen som släpptes på alla marknader utom USA, Kanada och Japan var låten "Crabsody in Blue" med istället för "Problem Child"[1].

### Australien (och internationell originalutgåva på vinyl)
| Nr           | Titel                                        | Längd |
| ------------ | -------------------------------------------- | ----- |
| 1.           | Go Down                                      | 5:31  |
| 2.           | Dog Eat Dog                                  | 3:34  |
| 3.           | Let There Be Rock                            | 6:06  |
| 4.           | Bad Boy Boogie                               | 4:27  |
| 5.           | Overdose                                     | 6:09  |
| 6.           | Crabsody In Blue                             | 4:39  |
| 7.           | Hell Ain't a Bad Place to Be (4:21 på vinyl) | 4:14  |
| 8.           | Whole Lotta Rosie                            | 5:33  |
| Total längd: | Total längd:                                 | 40:13 |

## Medverkande
- Bon Scott - Sång[1][2]
- Angus Young - Sologitarr[1][2]
- Malcolm Young - Kompgitarr, Bakgrundssång[1][2]
- Mark Evans - Elbas[1][2]
- Phil Rudd - Trummor, Bakgrundssång[1][2]
- Harry Vanda - Producent[1][2]
- George Young - Producent[1][2]